# Salomon Mendelssohn
Salomon Mendelssohn (Rufname: Selmar, * 4. Juni 1813 in Jever; † 11. Mai 1892 in Braunschweig) war ein deutscher Pädagoge. Als Großherzoglich Oldenburgischer Turnlehrer war er entschiedener Förderer des Turnwesens im Jeverland und in Oldenburg (Oldb).

## Leben und Wirken

Salomon Mendelssohn, ca. 1880

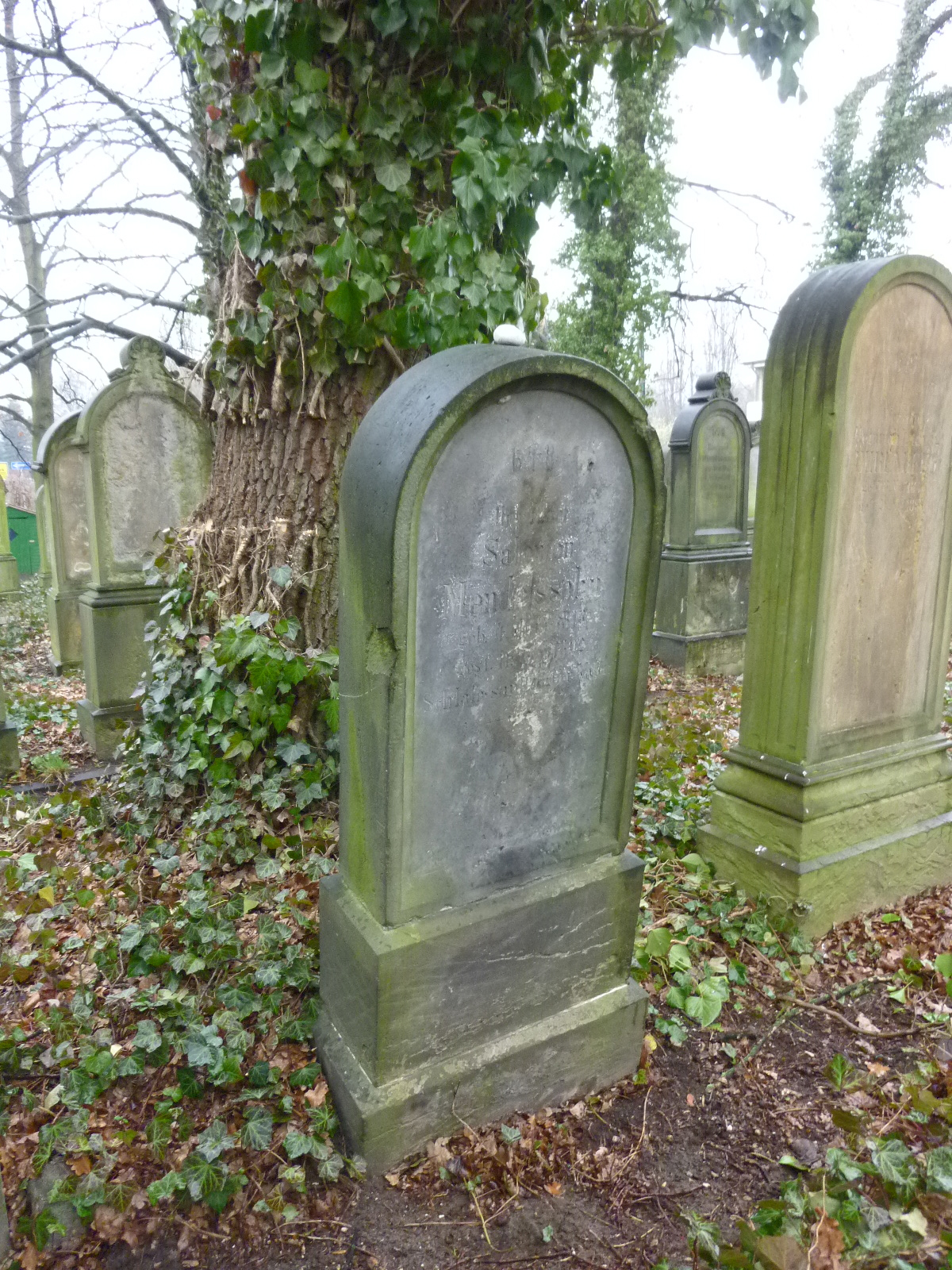
Salomon Mendelssohns Grabstelle auf dem alten jüdischen Friedhof in Braunschweig (Hamburger Straße)

Salomon Mendelssohn wurde als Sohn von Moses Mendelssohn (1778–1848) (nicht identisch mit dem berühmten Berliner Philosophen Moses Mendelssohn) und Gohla Schwabe (1785–1826) 1813 in Jever geboren. Die Familie Mendelssohn aus Jever ist eine deutsch-jüdische Kaufmanns-, Gelehrten- und Künstlerfamilie. So war Salomons jüngerer Bruder der Schriftsteller Joseph Mendelssohn. Zu seinen Kindern zählte der Altphilologe Ludwig Mendelssohn, dessen Sohn Erich von Mendelssohn Dichter und Schriftsteller war; ein weiteres war der Kunsthandwerker Georg Mendelssohn, dessen Sohn Peter de Mendelssohn als Publizist eine umfangreiche Biographie über Thomas Mann verfasste und dessen Tagebücher herausgab.
Salomon Mendelssohn besuchte mit seinem Bruder die Israelitische Freischule unter Leitung von Eduard Kley in Hamburg. Nach der Schulausbildung hätte er wie sein Vater Kaufmann werden sollen, aber mangels eines „selbständigen Etablissements“ und weil er „keine Neigung hatte“, trat er mit 19 Jahren als Freiwilliger in die Großherzoglich Oldenburgische Infanterie ein, obwohl „seine Confession ihn höchstens noch den Feldwebelposten hätte erreichen lassen“. Tatsächlich erreichte er sogar den Grad eines Sergeanten, als er 1840 den Armeedienst quittierte und eine Anstellung als Festungsinspekteur der Festungsstrafanstalt in seiner Heimatstadt Jever annahm. Zur gleichen Zeit heiratete er Johanna Philippsohn, eine jüdische Kaufmannstochter aus Jever. Mit ihr bekam er insgesamt vierzehn Kinder, die er evangelisch taufen ließ. Er selbst und seine Frau blieben bei ihrer jüdischen Religion.
Sein Beruf ließ Mendelssohn soviel Zeit, dass er sich intensiv der Förderung des Turnwesens widmete. So organisierte er mit der Unterstützung des Großherzogs von Oldenburg August I. (1783–1853) die Einrichtung eines Turnplatzes in Jever, der ersten Anlage dieser Art im Herzogtum Oldenburg. Mit der Eröffnung am 1. Juli 1841 begannen dort regelmäßige Turnübungen, die Mendelssohn für Jungen und Mädchen anbot. Über den Turnplatz, die Bedeutung des Turnens generell und die Beschreibung konkreter Turnübungen veröffentlichte Mendelsohn 1842 das Buch „Worte über die Turnanstalt zu Jever“. Darüber hinaus warb er in Zeitungsannoncen sowie mit zahlreichen Aufsätzen (insbesondere in der Deutschen Turnzeitung) für die Einführung des Turnens als Unterrichtsfach an den Schulen. Nach Jever ließ er vier weitere Turnplätze im Kirchspiel Sengwarden, Sande, Hooksiel sowie Tettens anlegen und organisierte Turnfahrten mit Schauturnen und Preisverleihungen, um das breite Publikum für das Turnen zu begeistern.
Mendelssohns Reformpädagogik begriff das Turnen als geschlechter- und altersgruppenübergreifende Aktivität zur Erlangung körperlichen Wohlbefindens. Zunächst bot er – wie etwa Johann Christoph Friedrich GutsMuths in seinem Turnbuch für die Söhne des Vaterlandes (1817) oder Jahn – auch militärische Übungen als Teil seines Unterrichts an, sprach sich jedoch in späteren Schriften gegen einen Turnunterricht als Vorschule für den zukünftigen Soldaten aus.
Finanziell unterstützt vom Großherzog unternahm Mendelssohn zwischen 1843 und 1847 vier längere Reisen durch Deutschland und die Schweiz, um sich die führenden Turn- und Sporteinrichtungen (unter anderem in Bremen, Hannover, Hildesheim, Braunschweig, Magdeburg, Dessau, Berlin und Leipzig) vor Ort anzusehen und sich gleichzeitig mit den Pionieren der Turn- und Sportpädagogik wie unter anderem Ernst Wilhelm Bernhard Eiselen, einem Schüler des „Turnvaters“ Friedrich Ludwig Jahn, sowie Adolf Spieß auszutauschen. 
Aufgrund seiner Erfolge bei der Verbreitung des Turnwesens in Privatinitiative wurde er zum 1. April 1844 als staatlicher Turnlehrer für die Schulen in Oldenburg angestellt. Bereits wenige Wochen nach seinem Amtsantritt wurde am 22. April 1844 der erste öffentliche Turnplatz in Oldenburg an der Peterstraße eingeweiht. 
Mendelssohn propagierte in seiner Turnerziehung das sogenannte Riegenturnen, für das Jahn und sein Mitarbeiter Eiselen in der Schrift „Deutsche Turnkunst“ 1816 den Grundstein gelegt hatten. Dieses Turnen war stark akrobatisch orientiert, schloss aber eine gleichmäßige und gleichartige Beschäftigung einer ganzen Unterrichtsklasse aus. 
Durch die Einführung von Frei- und Ordnungsübungen reformierte Adolf Spieß diese traditionelle Lehrmethodik und schaffte damit die Voraussetzung für die Integration des Turnens in den schulischen Lehrbetrieb. Im Herbst 1851 wurde Spieß nach Oldenburg eingeladen, um seine Methodik in einem mehrwöchigen Lehrgang zu demonstrieren. Die positive Bewertung der Spießschen Methodik führte dazu, dass in den Folgejahren der Turnunterricht entsprechend reformiert wurde.
Mendelssohn würdigte die Weiterentwicklung des Turnwesens durch Spieß, indem er 1873 darauf wie folgt bemerkte: „Ging Jahn’s Bestreben im Ganzen mehr auf Massenturnen und suchte er, wie begreiflich, einen möglichst hohen Grad an Wehrtüchtigkeit zu erzielen, so unternahm es ein zweiter jüngerer Meister (Spieß) dem Turnen eine eigentliche pädagogische Richtung zu geben.“
1881 trat Mendelssohn in den Ruhestand und siedelte mit seiner Frau nach Braunschweig über, wo er 1892 im Alter von 78 Jahren verstarb. Sein Grab befindet sich auf dem alten jüdischen Friedhof Braunschweigs an der Hamburger Straße. 
Zum Gedenken an Salomon Mendelssohn wurden im November 2010 die Sporthallen des Mariengymnasiums in Jever nach ihm benannt.

## Werke
- 1842: Worte über die Turnanstalt zu Jever, ein Versuch zur Verbreitung der geordneten Leibesübungen im Großherzogtum Oldenburg, nebst einem Leitfaden für angehende Turnlehrer und zum Selbstunterricht.
- 1845: Lieder und Spiel für Turner.
- 1861: Beiträge zur Geschichte des Turnens.
- 1873: Nicht nur in der Jugend, sondern auch im Alter muß man turnen.